# 宋彦圣
宋彦圣（1926年9月—），字德石，男，江苏睢县人，中国版画家，曾任中国美术家协会理事，空军政治部文化部文艺创作室副主任。